# Uggerby Sogn
Uggerby Sogn er et sogn i Hjørring Nordre Provsti (Aalborg Stift).
I 1800-tallet var Uggerby Sogn fra Vennebjerg Herred anneks til Tversted Sogn fra Horns Herred, begge i Hjørring Amt. Tversted-Uggerby sognekommune blev ved kommunalreformen i 1970 indlemmet i Hirtshals Kommune, som ved strukturreformen i 2007 indgik i Hjørring Kommune.
I Uggerby Sogn ligger Uggerby Kirke.
I sognet findes følgende autoriserede stednavne:
- Bovsøen (vandareal)
- Bækken (bebyggelse)
- Diget (bebyggelse)
- Skeen (bebyggelse)
- Stabæk (bebyggelse)
- Tolstrup (bebyggelse)
- Tolstrup Klit (bebyggelse)
- Uggerby (bebyggelse, ejerlav)
- Uggerby Klitplantage (areal)
- Østenåen (bebyggelse)